# Pflegebedürftigkeit
Pflegebedürftigkeit bezeichnet einen Zustand, in dem eine Person mit Krankheit oder Behinderung, häufig altersbedingt, ihren Alltag dauerhaft nicht mehr selbständig bewältigen kann und deshalb auf Pflege oder Hilfe durch andere angewiesen ist. Der Grad der Pflegebedürftigkeit wird in Deutschland vom Medizinischen Dienst (früher MDK) mittels Pflegegutachten festgestellt, wenn zur Versorgung Leistungen der Pflegeversicherung in Anspruch genommen werden.

## Rechtslage ab dem 1. Januar 2017 (Pflegegrade)
Mit dem Zweiten Pflegestärkungsgesetz erfolgte zum 1. Januar 2017 die Umstellung der Pflegestufen auf die Pflegegrade. Dabei wurden Menschen mit rein körperlichen Einschränkungen jeweils in den nächsthöheren Pflegegrad übergeleitet [also Grad = Stufe plus 1]. Personen mit anerkannt erheblich eingeschränkter Alltagskompetenz (PEA) erhielten jeweils den übernächsten Pflegegrad [also Grad = Stufe plus 2].
Die Umstellung von Pflegestufen auf Pflegegrade hat zum Ziel, Bedürfnisse von Demenzkranken stärker zu berücksichtigen, außerdem werden insgesamt höhere Leistungen für Pflegebedürftige vorgesehen. Bei den Pflegestufen richtete sich die Einstufung wesentlich nach dem Zeitaufwand der Pflegepersonen. Mit dem neuen Pflegebedürftigkeitsbegriff wird der Grad der Selbstständigkeit der Pflegebedürftigen in sechs Bereichen eingeschätzt, was eine ganzheitlichere Form der Begutachtung erlaubt:
1. Hilfe bei alltäglichen Aktivitäten
2. Psychosoziale Unterstützung
3. Hilfsbedarf in der Nacht
4. Hilfsbedarf tagsüber
5. Unterstützung bei krankheitsbedingten Verrichtungen (Medikamenteneinnahme o. ä.)
6. Hilfsmanagement (Organisation der Hilfeleistungen)

Genaue Definitionen dazu sind in den BegutachtungsRichtlinien (BRi), des GKV-Spitzenverbandes, festgelegt.
Während der Corona-Pandemie wurden viele Begutachtungen des Medizinischen Dienstes der Krankenversicherung (MDK) bzw. des Medizinischen Dienstes ganz oder teilweise nicht als Vor-Ort-Besuch durchgeführt, sondern erfolgten telefonisch. Dies konnte Einfluss auf das Ergebnis des Gutachtens haben.

## Monatliche Leistungen entsprechend den Pflegegraden (2024)
|                                      | Pflegegrad 1 | Pflegegrad 2 | Pflegegrad 3 | Pflegegrad 4 | Pflegegrad 5 |
| ------------------------------------ | ------------ | ------------ | ------------ | ------------ | ------------ |
| Pflegegeld Privatpersonen (ambulant) |              | 332 €        | 0573 €       | 0765 €       | 0947 €       |
| Sachleistung Pflegedienst (ambulant) |              | 761 €        | 1432 €       | 1778 €       | 2200 €       |
| Entlastungsbetrag (als Sachleistung) | 125 €        | 125 €        | 125 €        | 125 €        | 125 €        |
| Leistungsbetrag teilstationär        |              | 689 €        | 1298 €       | 1612 €       | 1995 €       |
| Leistungsbetrag stationär            | 125 €        | 770 €        | 1262 €       | 1775 €       | 2005 €       |

Im Jahr stehen weiterhin Budgets zur Verfügung für:
- Pflegeberatung
- Pflegehilfsmittel (40 € / Monat)
- Beratung in der eigenen Häuslichkeit
- Zusätzliche Leistungen in ambulant betreuten Wohngruppen
- Veränderung des Wohnbereiches (4000 € einmalig)

Ab Pflegegrad 2:
- Verhinderungspflege (1612 € / Jahr)
- Kurzzeitpflege (1774 € / Jahr)

## Rechtliche Definition nach der alten Rechtslage bis zum 31. Dezember 2016 (Pflegestufen)
Pflegebedürftig waren nach § 14 Abs. 1 SGB XI a.F. bzw. § 61 SGB XII a.F. Personen, die wegen einer körperlichen, geistigen oder seelischen Krankheit oder Behinderung für die gewöhnlichen und regelmäßig wiederkehrenden Verrichtungen im Ablauf des täglichen Lebens auf Dauer, voraussichtlich für mindestens sechs Monate, in erheblichem oder höherem Maße der Hilfe bedurften.

### Krankheit oder Behinderung
Der Hilfebedarf musste durch eine Krankheit oder Behinderung verursacht sein. Das sind Regelwidrigkeiten (Schädigungen) des Stütz- und Bewegungsapparates, der inneren Organe oder des Zentralnervensystems.

### Verrichtungen des täglichen Lebens
Der Hilfebedarf musste sich auf die gewöhnlichen und regelmäßigen Verrichtungen im Ablauf des täglichen Lebens beziehen. Die Verrichtungen wurden abschließend in § 14 Abs. 4 SGB XI a.F. bzw. § 61 Abs. 5 SGB XII a.F. aufgezählt und in die vier Bereiche Körperpflege, Ernährung, Mobilität und hauswirtschaftliche Versorgung unterteilt.
| Körperpflege                                                                       | Ernährung                                          | Mobilität | hauswirtschaftliche Versorgung                                                                                   |
| ---------------------------------------------------------------------------------- | -------------------------------------------------- | --- | --- |
| Waschen, Duschen, Baden, Zahnpflege, Kämmen, Rasieren, Darm- oder Blasenentleerung | mundgerechtes Zubereiten oder Aufnahme der Nahrung | selbständiges Aufstehen und Zu-Bett-Gehen, An- und Auskleiden, Gehen, Stehen, Treppensteigen oder Verlassen und Wiederaufsuchen der Wohnung | Einkaufen, Kochen, Reinigen der Wohnung, Spülen, Wechseln und Waschen der Wäsche und Kleidung oder das Beheizen. |

Obwohl nicht ausdrücklich in der obigen Auflistung erwähnt, erkannte die Rechtsprechung auch das Liegen (z. B. Umlagern eines bettlägerigen Pflegebedürftigen) und das Sitzen (z. B. Umsetzen eines Pflegebedürftigen im Rollstuhl oder Fixierung mit einem Gurt) als berücksichtigungsfähige Verrichtungen der Grundpflege an.
Die oben aufgeführten Verrichtungen wurden größtenteils von der Rechtsprechung konkretisiert:
- Der Hilfebedarf für Ernährung setzte nicht voraus, dass der Pflegebedürftige noch in der Lage war, Nahrung über seinen Mund zuzuführen. Musste der Pflegebedürftige über eine Magensonde oder parenteral künstlich ernährt werden, fiel dies ebenso unter den Abschnitt Ernährung und war insofern als Verrichtung berücksichtigungsfähig.[7]
- Ebenso setzte der Hilfebedarf für die Darm- und Blasenentleerung nicht voraus, dass der Pflegebedürftige in der Lage war, seinen Darm oder seine Blase auf natürlichem Wege zu entleeren, sodass auch die Ableitung der Harnflüssigkeit mittels eines Blasenkatheters und künstlicher Harnblase als Verrichtung berücksichtigungsfähig war.[8] Hingegen fiel eine Bauchfelldialyse nicht mehr unter den Begriff der Blasenentleerung; es handelte sich somit hierbei nicht um eine berücksichtigungsfähige Verrichtung.[9]
- Hilfebedarf für Mobilität war nur zu berücksichtigen, sofern er im Zusammenhang mit einer der anderen im Gesetz genannten Verrichtungen anfiel; konkret waren das der Toilettengang, die Mahlzeiten sowie das Zubettgehen.[10]
- Hilfebedarf beim Verlassen und Wiederaufsuchen der Wohnung fiel nur an, sofern es für die Existenz des Pflegebedürftigen zwingend notwendig war, dass er die Wohnung persönlich verlässt, etwa zu einem Arztbesuch. Nicht berücksichtigungsfähig war dieser Hilfebedarf, sofern der Pflegebedürftige die Wohnung für andere Zwecke verlassen musste, etwa für den Schulbesuch,[11] die Ausübung seiner Erwerbstätigkeit oder den Besuch einer Werkstatt für behinderte Menschen,[12] oder zur sozialen Teilhabe wie den Besuch des Gottesdienstes.[13]

Hilfebedarf für andere Verrichtungen wurden im Rahmen der Pflegebedürftigkeit nicht berücksichtigt. Er konnte unter Umständen, wenn er einen erheblichen Bedarf an allgemeiner Beaufsichtigung und Betreuung zur Folge hat (eingeschränkte Alltagskompetenz), zu einem besonderen Leistungsanspruch führen.
Verrichtungen im Sinne des Gesetzes konnten nur berücksichtigt werden, soweit sie für die Existenz des Pflegebedürftigen zwingend notwendig waren. Demnach konnten Verrichtungen dann nicht berücksichtigt werden, wenn sie lediglich der Sicherung einer Erwerbstätigkeit des Pflegebedürftigen dienten.
Hoch umstritten war die Berücksichtigung von Behandlungspflege als Verrichtung. Die Rechtsprechung entschied, dass die Behandlungspflege als solche keine Verrichtung darstellt, sie aber dann berücksichtigt werden könne, wenn sie entweder Bestandteil einer im Gesetz genannten Verrichtung ist oder sie aus medizinischen Gründen in unmittelbarem Zusammenhang mit einer im Gesetz genannten Verrichtung erforderlich ist. Auf dieser Grundlage entschied das Bundessozialgericht im Jahr 2001, dass häusliche Krankenpflege für das Anlegen von Kompressionsstrümpfen der Klasse II und III nicht erbracht werden kann, weil es sich hierbei um Hilfe beim An- und Auskleiden handelt, die als Verrichtung der Grundpflege bereits bei der Ermittlung der Pflegebedürftigkeit berücksichtigt werde und für die die Pflegebedürftige bereits Leistungen der Pflegeversicherung in Form von Pflegegeld erhielt. Diese Rechtsprechung stieß auf solch großes Unverständnis, dass der Gesetzgeber diesen Fall zum Anlass nahm, die gesetzlichen Regelungen zur häuslichen Krankenpflege so zu ändern, dass Leistungen zum Anlegen von Kompressionsstrümpfen nicht mehr mit Verweis auf das Pflegegeld, als vorrangige Leistung, verweigert werden können. Daraufhin änderte das Bundessozialgericht seine Rechtsprechung und entschied, dass dem Pflegebedürftigen ein Wahlrecht zustehe, ob er die Behandlungspflege durch ehrenamtliche Pflegepersonen, oder durch einen professionellen Pflegedienst im Rahmen der häuslichen Krankenpflege durchführen ließ, was dann aber zur Folge hatte, dass diese Verrichtungen nicht mehr als Hilfebedarf berücksichtigt werden konnten. Wiederum reagierte der Gesetzgeber und änderte die gesetzlichen Regelungen nunmehr so ab, dass Behandlungspflege gleichzeitig sowohl einen Anspruch auf häusliche Krankenpflege begründet, als auch beim Pflegebedarf zu berücksichtigen ist, sofern sie unter eine der gesetzlich geregelten Verrichtungen fällt.
Um Pflegebedürftigkeit dem Grunde nach begründen zu können, musste ein Hilfebedarf bei mindestens zwei Verrichtungen der Grundpflege vorliegen und es musste mehrfach in der Woche ein Bedarf an hauswirtschaftlicher Versorgung vorliegen. (§ 15 Abs. 1 SGB XI a.F.)

### Dauerhafte Hilfebedürftigkeit
Als pflegebedürftig wurde nur angesehen, wer dauerhaft der Hilfe bedurfte. Das war gegeben, wenn die Hilfebedürftigkeit voraussichtlich länger als sechs Monate andauern würde. Maßgeblich für die Prognose war der Zeitpunkt der Prognoseerstellung („ex ante“).

### Erheblichkeit der Pflegebedürftigkeit
Die Pflegebedürftigkeit musste zudem noch erheblich sein. Die Erheblichkeit der Pflegebedürftigkeit wurde durch die Messung des Zeitaufwands festgestellt, den eine durchschnittliche, nicht professionell ausgebildete Pflegeperson benötigt, um den Pflegebedürftigen bei der Durchführung der notwendigen Verrichtungen zu unterstützen, ihn anzuleiten und zu beaufsichtigen oder die Verrichtungen selbst durchzuführen. Nicht berücksichtigungsfähig war hingegen der Zeitaufwand für eine allgemeine Überwachung des Pflegebedürftigen bzw. eine ständige Einsatzbereitschaft.
Zeitaufwand lag dann vor, wenn die Pflegeperson in dieser Zeit keine anderen Verrichtungen, insbesondere keine allgemeine Haushaltsführung, erledigen konnte. Somit konnte etwa auch ein in regelmäßigen Zeitabständen notwendiger Arztbesuch des Pflegebedürftigen berücksichtigungsfähiger Zeitaufwand sein, wenn der Pflegebedürftige den Weg zum Arzt nicht alleine bewältigen kann, und zwar nicht nur im Rahmen der reinen Wegezeit, sondern auch die Zeit, in der der Pflegebedürftige vom Arzt untersucht und behandelt wird.
Der Zeitaufwand richtete sich nach den individuellen Bedürfnissen des Pflegebedürftigen, soweit diese sachlich gerechtfertigt waren. Musste etwa ein Pflegebedürftiger aufgrund einer Hauterkrankung besonders häufig und aufwendig gebadet werden, waren diese Verrichtungen voll berücksichtigungsfähig, auch soweit sie lediglich aus Anlass der Krankheit anfallen.
Bei Kindern war grundsätzlich der zusätzliche Hilfebedarf gegenüber einem gesunden gleichaltrigen Kind maßgebend. Sie mussten hierbei die gleichen Anforderungen hinsichtlich der Erheblichkeit erfüllen wie Erwachsene.

### Pflegestufen
Das Ausmaß der Pflegebedürftigkeit wurde bis 31. Dezember 2016 mittels sogenannter Pflegestufen beschrieben. In die Pflegestufe I wurde eingestuft, wessen Pflegebedürftigkeit erheblich ist, bei schwerer Pflegebedürftigkeit lag die Pflegestufe II und bei schwerster Pflegebedürftigkeit die Pflegestufe III vor. Die Prüfung, ob die Voraussetzungen der Pflegebedürftigkeit erfüllt sind und welche Stufe der Pflegebedürftigkeit vorliegt, nahm der Medizinische Dienst der Krankenversicherung (MDK) oder andere unabhängige Gutachter vor.
Von einer „Pflegestufe 0“ wurde gesprochen, wenn ein Hilfebedarf bei der Grundpflege und der hauswirtschaftlichen Versorgung vorhanden ist, aber nicht in einem Ausmaß, das nach den Definitionskriterien als erheblich gilt, oder wenn ein Betreuungsbedarf besteht, der sich nicht auf die definierten Alltagsverrichtungen bezieht – ein Betreuungsbedarf also, der nicht zu einer Einteilung in eine der drei anderen Pflegestufen führt. Dies ist häufig bei Demenzkranken der Fall.
Definiert war sowohl ein Mindestbedarf bei der Grundpflege (Hilfe bei den Verrichtungen aus den Bereichen Körperpflege, Ernährung, Mobilität) als auch insgesamt.
| | Pflegestufe I (erhebliche Pflegebedürftigkeit)                  | Pflegestufe II (schwere Pflegebedürftigkeit) | Pflegestufe III (schwerste Pflegebedürftigkeit) |
| --- | --------------------------------------------------------------- | -------------------------------------------- | ----------------------------------------------- |
| Bedarf an Hilfe bei Verrichtungen aus den Bereichen Körperpflege, Ernährung, Mobilität (Grundpflege) | bei wenigstens zwei Verrichtungen mindestens zu einer Tageszeit | mindestens zu drei Tageszeiten               | rund um die Uhr, auch nachts                    |
| durchschnittlicher täglicher Aufwand für die Grundpflege                                             | mehr als 45 Minuten                                             | mindestens 120 Minuten                       | mindestens 240 Minuten                          |
| Bedarf an Hilfe bei der hauswirtschaftlichen Versorgung                                              | mehrfach in der Woche                                           | mehrfach in der Woche                        | mehrfach in der Woche                           |
| durchschnittlicher täglicher Aufwand für die Hilfe gesamt                                            | mindestens 90 Minuten                                           | mindestens 180 Minuten                       | mindestens 300 Minuten                          |

Hilfe war im Sinne des Gesetzes dann nachts erforderlich, wenn die Hilfe zwischen 22 Uhr und 6 Uhr durchgeführt werden musste und nicht auf einen Zeitpunkt vor 22 Uhr oder nach 6 Uhr verschoben werden konnte. Nicht ausreichend war es, wenn der Pflegebedürftige in dieser Zeit zu Bett geht oder aufwacht, auch wenn für diese Verrichtungen ein Hilfebedarf besteht; hingegen war es nicht notwendig, dass die Pflegeperson aus ihrem nächtlichen Schlaf erwachen muss, um die Verrichtungen durchzuführen.
Die Gelder, die monatlich seitens der Pflegeversicherung an Menschen gezahlt werden, welchen eine Pflegebedürftigkeit attestiert wird, werden durch das 2. Pflegestärkungsgesetz erhöht. Leistungen, welche sich für die einzelnen Pflegegrade ergeben, siehe oben.

## Vergleichende Betrachtung von Pflegestufen und Pflegegraden
Pflegestufen und Pflegegrade betrachten den Begriff der Pflegebedürftigkeit aus völlig unterschiedlichen Blickwinkeln, was letztendlich unterschiedliche Ergebnisse hervorbringt.
Die ausschließliche Berücksichtigung von Verrichtungen der Grundpflege im System der Pflegestufen mit der alleinigen Betrachtung des Zeitaufwandes war nahezu ausschließlich auf Körperbehinderungen ausgelegt; geistige und psychische Beeinträchtigungen blieben unberücksichtigt. Als mit dem demografischen Wandel immer mehr ältere Menschen an Demenz erkrankten, mussten die Angehörigen häufig feststellen, dass sie die Pflege nahezu vollständig auf eigene Kosten entrichten mussten, weil Demenzkranke nach dem System der Pflegestufen keine Pflegebedürftigkeit aufwiesen, obwohl sie unzweifelhaft nicht unbeaufsichtigt gelassen werden konnten. Die Einführung der eingeschränkten Alltagskompetenz als zusätzliches Kriterium, das einen Pflegebedarf begründen konnte, milderte dieses Problem zwar in gewissem Rahmen ab, löste es aber nicht vollständig.
Demgegenüber betrachtet das neue System der Pflegegrade die Selbsthilfefähigkeit der Person unter mehreren Blickwinkeln, darunter auch psychische und kognitive Beeinträchtigungen. Der reine Zeitaufwand spielt weniger eine Rolle als die Fähigkeit der pflegebedürftigen Person, überhaupt ein selbständiges Leben zu führen. Dies hat zur Folge, dass etwa ein Rollstuhlfahrer, der abgesehen von seiner Körperbehinderung ein völlig selbständiges Leben führt, nach dem System der Pflegestufen, allein weil er im Rollstuhl sitzt, eine Pflegestufe I oder II erhalten konnte (die dann in den Pflegegrad 2 bzw. 3 überführt werden), im neuen System hingegen befürchten muss, allenfalls einen Pflegegrad 1 zu erhalten.
Insofern ist es für körperbehinderte Menschen in den meisten Fällen deutlich günstiger gewesen, einen Antrag auf Feststellung der Pflegebedürftigkeit noch vor dem 31. Dezember 2016 zu stellen, damit sie weiterhin nach den alten Pflegestufen begutachtet werden konnten und anschließend einen Bestandsschutz genießen, während viele Demenzkranke und psychisch Kranke erst durch die Pflegegrade einen Zugang zu Leistungen der Pflegeversicherung erhalten.
Bei Leistungen der vollstationären Pflege wurde gleichzeitig mit der Einführung der Pflegegrade der zu leistende Eigenanteil des Heimbewohners über alle Pflegegrade hinweg vereinheitlicht, wohingegen bei den alten Pflegestufen der Eigenanteil von der eigenen Pflegestufe abhing. Die alte Rechtslage hatte zur Folge, dass es für den Pflegebedürftigen in der Regel finanziell nachteilig war, wenn er eine höhere Pflegestufe erhielt, da dies gleichzeitig zu einer Erhöhung des Eigenanteils führte und dieser in der Regel weitaus mehr stieg als die Pauschale der Pflegeversicherung. Zwar trat in der Hinsicht eine Verbesserung durch die neue Rechtslage ein, dadurch aber stieg der Eigenanteil für Pflegebedürftige der bisherigen Pflegestufe I im Vergleich zur alten Rechtslage. Hinzu kommt, dass die Pauschalen der Pflegeversicherung für niedrigere Pflegegrade im Vergleich zu den Pflegestufen gesenkt wurden, sodass es auch hier vorteilhaft sein konnte, noch im Jahr 2016 in ein Pflegeheim einzuziehen, weil sowohl hinsichtlich der Höhe der Pauschale als auch hinsichtlich des zu zahlenden Eigenanteils ein Bestandsschutz gilt.

## Gesetzlicher Rahmen von Pflegebedürftigkeit
Die sozialpolitisch größte Bedeutung hatte die Einführung der Pflegeversicherung in das deutsche Sozialversicherungssystem im Jahre 1995. Die gesetzliche Pflegeversicherung (GPV) ist eine für die gesamte Bevölkerung angelegte Pflichtversicherung. Mit Hilfe dieser Versicherung sollen die Personen, die ihr Arbeitsleben lang Beiträge zur Kranken- und Rentenversicherung gezahlt haben, im Pflegefall nicht auf Sozialhilfe angewiesen sein. Im Jahre 2010 fielen über 21 Mrd. € Ausgaben bei der Pflegeversicherung an, davon waren über 20 Mrd. € Leistungsausgaben.
Leistungen bei Pflegebedürftigkeit sind in folgenden Gesetzen geregelt: Hilfe zur Pflege der Sozialhilfe nach §§ 61 ff. SGB XII, Hilfe zur Pflege nach § 26c BVG, Entschädigungsleistungen („Pflegezulage“) nach § 35 BVG bzw. den Gesetzen, die eine entsprechende Anwendung des Bundesversorgungsgesetz vorsehen, Leistungen bei Pflegebedürftigkeit der gesetzlichen Unfallversicherung in § 44 SGB VII (fünfter Abschnitt).

### Neue gesetzliche Regelungen des Pflegestärkungsgesetzes 3
Bisher bestand keine rechtliche Beziehung von Pflegegeldern und anderen Sozialleistungen, welche sich auf die Pflege beziehen. Dieser Umstand soll mit dem am 28. Juni 2016 verabschiedeten dritten Pflegestärkungsgesetz dahingehend geändert werden, dass die Pflegeversicherung sowie die anderen Sozialleistungssysteme des SGB XII, welche die Pflege betreffen, eine Priorisierung erfahren. Im häuslichen Umfeld werden daher Pflegeleistungen als vorrangig gegenüber den Leistungen für die Eingliederungshilfe betrachtet, während in stationärem Umfeld das Gegenteil der Fall ist.

## Pflegewissenschaftliches Verständnis von Pflegebedürftigkeit
Pflegebedürftigkeit kann durch viele Faktoren bedingt sein, wobei die Ursachen von der einzelnen Person kaum beeinflusst werden können. Pflegebedürftigkeit weist verschiedene Dimensionen auf:
Soziale Dimension: Pflegebedürftigkeit kann nicht nur bei den betroffenen Personen zur Isolierung führen: Die Versorgung pflegebedürftiger Personen wird in der Regel von Angehörigen geleistet, vor allem von Frauen (Töchter, Ehefrauen etc.).
Ökonomische Dimension: Pflegebedürftigkeit ist teuer. Eigenmittel sind oft in erheblicher Menge aufzuwenden. Da das Risiko, pflegebedürftig zu werden, ab dem Rentenalter stetig zunimmt und ein ausreichendes Einkommen meistens nicht vorliegt, kann Pflegebedürftigkeit zur Verarmung führen. Die Kosten für Pflegeleistungen sind auch in Deutschland durch die Pflegeversicherung nicht vollständig abgedeckt.
Psychische Dimension: Die Erfahrung, pflegebedürftig zu werden, ist eine belastende Erfahrung für Menschen, da die mit der Pflegebedürftigkeit einhergehenden starken, länger andauernden Einschränkungen die Lebensqualität vermindern.
Gesellschaftliche Dimension: Das Risiko, pflegebedürftig zu werden, ist für jeden Menschen vorhanden. Aufgrund der Entwicklungen der letzten Jahre ist deutlich geworden, dass unterstützende und kompensatorische Pflege Geld kostet, egal ob sie in der eigenen Wohnung oder in einer pflegenden Institution (Pflegeheim) erbracht wird. Entsprechende Geldreserven sind dafür anzulegen (Versicherung). Wissenschaftliche Studien führen zu Erkenntnissen darüber, was jeder Einzelne dazu beitragen kann, das Risiko von Pflegebedürftigkeit zu verringern. Die aktive Gesundheitsvorsorge die u. a. auch vor Erkrankungen wie Demenz, die oft zur Pflegebedürftigkeit führt, ein Stück weit schützen soll, betrifft nicht nur alte Menschen, sondern jede Person. Es ist deutlich, dass eine aktive und gesunde Lebensführung das Risiko, pflegebedürftig zu werden, vermindern kann. Man geht davon aus, dass neben staatlichen Förderprogrammen Initiativen in den Städten und Gemeinden erforderlich sind, um ein Bewusstsein für die Problematik zu schaffen. Verschiedene pflegewissenschaftliche Projekte versuchen Möglichkeiten zu finden, wie das Risiko, pflegebedürftig zu werden, minimiert und wie das Eintreten von Pflegebedürftigkeit hinausgezögert werden kann. Es wird untersucht, wie die Leistungen der Pflege in einem realistischen Maß entgolten werden können, da auch die Leistungen der deutschen Pflegeversicherung noch nicht die realen Notwendigkeiten abbildet.

## Statistik
Im Dezember 2019 waren laut dem Statistischen Bundesamt 4,13 Millionen Menschen pflegebedürftig im Sinne des Pflegeversicherungsgesetzes (SGB XI). 300.000 Personen mit Pflegegrad 1, im Pflegegrad 2 1,8 Mio., im Pflegegrad 3 1,2 Mio., 600.000 im Pflegegrad 4, 250.000 im Pflegegrad 5.
2011 gab es 2,5 Millionen Pflegebedürftige, davon 2/3 Frauen. 17 % der Pflegebedürftigen waren unter 65 Jahre, 47 % zwischen 65 und 84 Jahre und 36 % waren 85 Jahre und älter. 1/3 der Pflegebedürftigen wurden vollstationär in Heimen gepflegt. Von den zu Hause Versorgten wurden ca. 2/3 allein durch Angehörige, 1/3 durch ambulante Pflegedienste allein oder zusammen mit Angehörigen gepflegt.
Anzahl Pflegebedürftige in Deutschland nach Pflegestufen (Stand: 2011):
| Art der Versorgung                       | Pflegestufe I | Pflegestufe II | Pflegestufe III |
| ---------------------------------------- | ------------- | -------------- | --------------- |
| durch Angehörige                         | 762.000       | 330.000        | 90.000          |
| zu Hause zusammen mit/durch Pflegedienst | 324.000       | 189.000        | 63.000          |
| Vollstationär in Heimen                  | 283.000       | 299.000        | 152.000         |

## Gesellschaftliche Relevanz
Auslöser für Pflegebedürftigkeit zählen chronische Krankheiten ebenso wie plötzliche Ereignisse (etwa ein Schlaganfall oder ein Sturz).
Als hauptsächliche Ursachen für Pflegebedürftigkeit in Deutschland gab der Pflegebericht des Medizinischen Dienstes 2001/2002 folgende vier Krankheitsformen an:
- vaskuläre Erkrankungen und ihre Folgeerscheinungen (Schlaganfall und Herzinsuffizienz),
- demenzielle Erkrankungen und altersbedingte Senilität,
- arthrotische Erkrankungen (Verschleißerkrankungen)
- bösartige Neubildungen.

Der Pflegebericht des Medizinischen Dienstes 2011/2012 betont:

„Funktionelle Einbußen, Belastungen und Anforderungen sind […] für sich genommen noch kein Merkmal für Pflegebedürftigkeit. Für sich genommen begründen sie keinen Bedarf an pflegerischer Unterstützung. Erst wenn das betroffene Individuum nicht (mehr) in der Lage ist, sie selbstständig zu bewältigen (d. h. erforderliche Selbstpflegeaktivitäten oder elementare Lebensaktivitäten autonom durchzuführen, die genannten Belastungen und Anforderungen autonom zu bewältigen etc.) und daher auf personelle Hilfe angewiesen ist, wird von Pflegebedürftigkeit gesprochen.“

Pflegebedürftigkeit setzt oft, aber nicht nur, im Alter ein. Neben Senioren können auch Kinder oder Erwachsene chronisch krank sein oder durch plötzliche Unfälle über längere Zeit starke Einschränkungen in ihrer Selbstbestimmung erfahren. Auch Behinderte oder mehrfach erkrankte Personen können von Pflegebedürftigkeit betroffen sein. Aufgrund der häufigeren Pflegebedürftigkeit im Alter spielt auch der demografische Wandel bei dem prozentualen Anstieg an Pflegebedürftigen in der Bevölkerung eine Rolle. In Deutschland äußert sich der aktuelle demografische Wandel in der Zunahme der Menschen im Seniorenalter und der Abnahme junger, erwerbstätiger Menschen.
Es ergeben sich für die Gesellschaft zunehmend Probleme, wie z. B. die Finanzierung und Erbringung der Pflege, ihr Ausmaß und qualitative Veränderungen (z. B. durch Diabetes, Demenz). Die Sozial- und Gesundheitspolitik, die Präventionsmedizin und die Pflegewissenschaft versuchen hierauf Antworten zu finden.
Im November 2020 wurde eine Petition gestartet, die auf die prekäre Lage in Deutschland hinweist und die Bundesregierung zu geeigneten Verbesserungen auffordert. Kurz nach ihrer Veröffentlichung wurde das Quorum von 50.000 Stimmen erreicht.